# El Baúl (jaciment arqueològic)

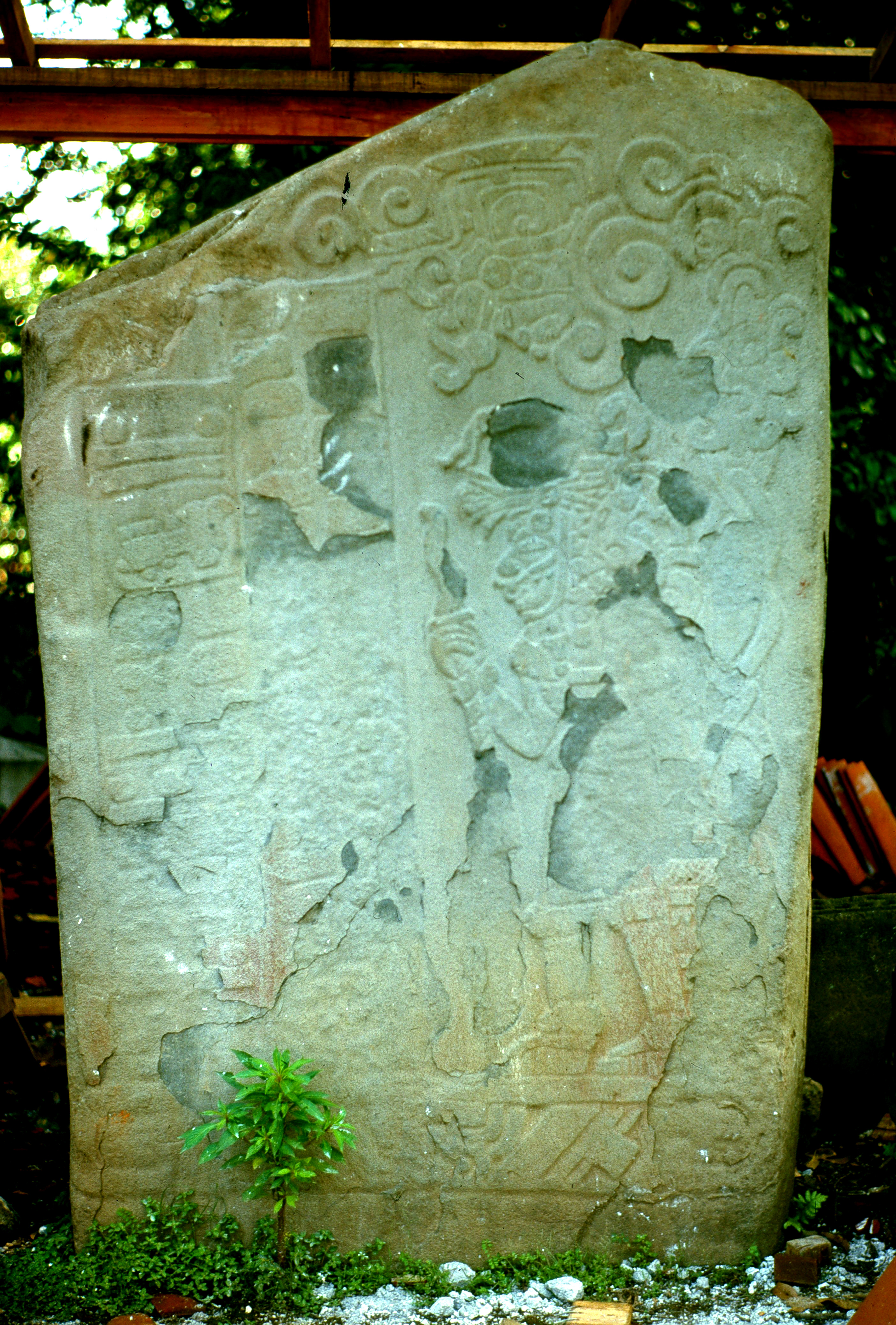
Estela que mostra un dels calendaris més antics d'El Baúl

El Baúl és un jaciment arqueològic maia precolombí, situat a Guatemala. Junt amb els jaciments de Bilbao i El Castillo forma part de la gran zona arqueològica de Cotzumalhuapa.
L'acròpoli nord d'El Baúl és a 4 km al nord de Santa Lucía Cotzumalhuapa, a 550 msnmm d'altitud i a 50 km de distància de l'oceà Pacífic.
L'acròpoli sud fou destruïda al 1997 per un projecte d'urbanització de la ciutat i alguns dels seus grups principals actualment formen part de camps conreats amb canya de sucre. Hi ha un joc de pilota al nord de l'acròpoli amb grups residencials que estaven units per dos camins empedrats. El volcà Fuego es troba a uns quants quilòmetres al nord del jaciment.
L'arquitectura del lloc és monumental i a part de l'acròpoli, que subsisteix, hi ha altres estructures interessants com ara unes que van servir de tallers per a treballar l'obsidiana i que, segons revelen les excavacions, consten d'uns dipòsits que permeten l'estudi arqueològic de la indústria de l'obsidiana. Un dels pous estratigràfics excavats demostra que per sota del nivell de cendres volcàniques provinents de passades erupcions del volcà Fuego hi ha capes d'obsidiana de rebuig que suggereixen que el lloc es feu servir per a treballar el material durant un temps perllongat.
Un dels dos camins traçats que uneix les acròpolis de Bilbao i d'El Baúl i que té 2,5 km de longitud estava enllaçat per un pont sobre la gorja del riu Santiago. La fonamentació del pont que degué suportar una estructura de fusta encara es pot veure al llarg del curs del riu. Una excavació practicada al costat oest del riu ha revelat dues etapes constructives que han pogut ser datades en el període clàssic mesoamericà. També s'han descobert algunes escultures monumentals al llarg dels camins assenyalats.